# السنة الدولية للمرأة
السنة الدولية للمرأة (IWY) هو الاسم الذي أطلقته الأمم المتحدة على عام 1975. ومنذ ذلك العام، أصبح يحتفل بيوم 8 مارس باعتباره اليوم الدولي للمرأة، وتم تحديد عقد الأمم المتحدة للمرأة، بين عامي 1976-1985.

## على المستوى الدولي
عقد المؤتمر العالمي الأول المعني بالمرأة في مكسيكو سيتي في الفترة من 19 يونيو - 2 يوليو. كان المؤتمر الذي عقد عام 1975 والسنة الدولية للمرأة جزءًا من برنامج أكبر تابع للأمم المتحدة نشأ عن عقد المرأة (1975-1985)، وتضمن مسودة اتفاقية القضاء على جميع أشكال العنف ضد المرأة (CEDAW)، المتفق عليها في المؤتمر الثاني في عام 1979. ولم يقم المؤتمر الثالث في عام 1985 في نيروبي، كينيا باختتام عقد المرأة فقط، ولكنه وضع سلسلة من الجداول الزمنية للدول الأعضاء يتم بموجبها حذف التمييز المشرع بين الجنسين من القوانين المحلية بحلول عام 2000. وقد تأثر التخطيط، الممتد في الفترة بين عامي 1973-1975 للسنة الدولية للمرأة بقيادة الأمين العام المساعد للتنمية الاجتماعية والشؤون الإنسانية هيلفي سيبيلا، للغاية بظهور الموجة الثانية من الحركات الأنثوية التي اجتاحت الدول المتقدمة في أوائل فترة السبعينيات من القرن العشرين. وسعى المندوبون لتعميق هذه التطورات في الاعتراف القانوني بمساواة المرأة بالرجل وإدخالها إلى الدول النامية وتعزيز دور النساء كداعمات للتنمية الاقتصادية.
حضر مؤتمر مكسيكو سيتي في عام 1975 ما يزيد عن ألف مندوب. وكان من أشهر الحضور:
- أستراليا: إليزابيث ريد ومارجريت وايتلام

هذا بالإضافة إلى تنظيم منبر السنة الدولية للمرأة وحضوره من جانب 4000 امرأة في عام 1975.

## الجدل الصهيوني
اشتهر هذا المؤتمر باتخاذ قرار «الصهيونية تعني العنصرية» الذي تم تمريره في أي منتدى تحت رعاية الأمم المتحدة، وهكذا مهد الطريق لـقرار الجمعية العامة للأمم المتحدة 3379 في عام 1975 في شهر نوفمبر التالي. 

## على المستوى الوطني
- أستراليا - عقد مؤتمر عن المرأة والسياسة في شهر سبتمبر حضره 700 امرأة.[12]
- نيوزيلندا - عقدت في شهر يونيو اتفاقية الأمم المتحدة للمرأة في العاصمة ويلينغتون.[13]

### الولايات المتحدة الأمريكية
- كونغرس كليفلاند الكبرى، شهر أكتوبر[14]
- كونيتيكت، 11-12 يونيو 1977[15]

## النتائج
نتج عن التركيز الدولي على المرأة في عام 1975 إقامة عدد من المؤسسات:
- المعهد الدولي للبحث والتدريب من أجل النهوض بالمرأة (INSTRAW)
- صندوق الأمم المتحدة الإنمائي للمرأة (UNIFEM)
- مركز مصادر الدراسات النسوية الذي تأسس في جنوب أستراليا خلال شهر يوليو.[16]

## الشعار
استخدمت السنة الدولية للمرأة شعار «اليمامة» المستخدم من قِبل اتفاقية القضاء على جميع أشكال التمييز ضد المرأة (CEDAW) وقوة الأمم المتحدة المؤقتة في لبنان (UNIFIL). تتسم اليمامة بأنها منمنمة مقسومة برمز الأنثى وعلامة المساواة، وهذا الشعار مهدى من مصمم الجرافيك بشركة دعاية مدينة نيويورك البالغ من العمر 27 عامًا فاليري بيتيس. ولا زال الرمز الرسمي لهيئة الأمم المتحدة للمرأة ويستخدم في احتفالات اليوم الدولي للمرأة حتى يومنا هذا.

## وصلات خارجية
- International Women's Day ميزة على موقع رصد وضع المرأة (Women Watch) التابع للأمم المتحدة